# Carmen Busquets
Carmen Busquets là một doanh nhân sản phẩm thời trang và sang trọng tiên phong người Venezuela. Cô tham gia vào thời trang Internet và được biết đến là người đồng sáng lập, và là giám đốc của Net-a-Porter cho đến năm 2010, khi cô bán phần lớn cổ phần của mình cho Richemont Group. Cô cũng là người sáng lập CoutureLab. Busquets giữ lại 2.3% cổ phần trong Net-a-Porter; cô cũng là thành viên hội đồng quản trị và là nhà đầu tư của Astley Clarke và là nhà đầu tư ban đầu của Moda Operandi, Flont, Maiyet, Kinh doanh Thời trang, Lyst và ASAP 54.

## Tuổi thơ và giáo dục
Carmen Busquets được sinh ra ở Venezuela. Cô được đào tạo ở Venezuela, Anh, Canada và Hoa Kỳ, trong các chuyên ngành khoa học và nghệ thuật trước khi học tiếp thị và quảng cáo tại Đại học Miami.

## Nghề nghiệp

### Ban đầu
Năm 1990, Busquets mở một cửa hàng thời trang cao cấp ở Caracas, Venezuela gọi là Cabus. Sau 10 năm cấm nhập khẩu nước ngoài, nó đã trở thành cửa hàng đầu tiên ở Venezuela có sản phẩm của các nhà thiết kế hàng đầu châu Âu và nhanh chóng tạo lập được một lượng khách hàng quốc tế có uy tín. Busquets sau đó bắt đầu bán thời trang cao cấp từ các bức ảnh chụp tại sàn catwalk châu Âu cho các khách hàng tư nhân ở Venezuela và trên toàn cầu. Thành công đã khiến cô quan tâm đến thương mại điện tử và Internet.
Vào năm 1997, khi bắt đầu bong bóng dot-com, Busquets bắt đầu xây dựng danh mục đầu tư chứng khoán tư nhân nhỏ của mình. Cô cũng đồng sáng lập hai công ty khởi nghiệp trực tuyến riêng tư trong bong bóng Internet, một kinh nghiệm dạy cô tầm quan trọng của việc trở thành nhà đầu tư có trách nhiệm và chỉ hợp tác với các nhà đầu tư có trách nhiệm khác.